# Fête costumée

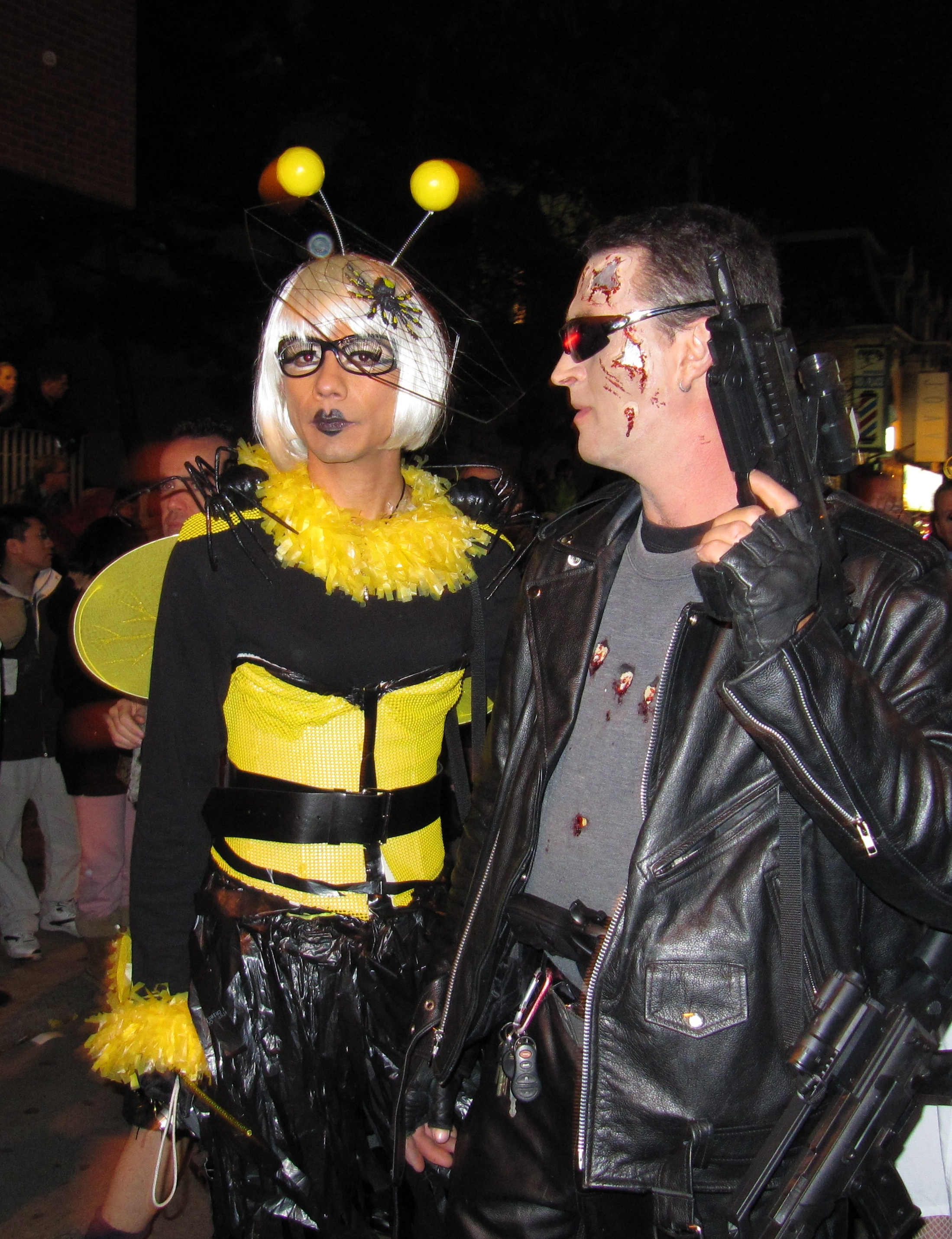
Invités dans une fête costumée.

Une fête costumée (ou soirée costumée) est un type de fête où les invités doivent respecter un code d'habillement bien particulier car chaque participant doit porter un costume inapproprié.
Cette manifestation qui se retrouve principalement dans la culture occidentale contemporaine se caractérise par la présence de nombreux invités habillés en costumes divers. La fête d'Halloween très populaire aux États-Unis et dans les autres pays anglo-saxons est un exemple de fête costumée qui concerne principalement les enfants. Il existe des phénomènes identiques avec les carnavals locaux, les kermesses et les rassemblements de Cosplay.

## Organisation
Qu'elle soit organisée pour des enfants ou des adultes, ce type de fête se base généralement sur un thème (l'Empire Romain, la S-F, les pirates, les héros de Comics, etc...). L'organisateur doit également prévoir une salle de dimension appropriée avec des décorations renforçant le thème. La musique, les jeux et diverses animations peuvent également ajouter une ambiance liée à ce thème,.

## La fête costumée dans les arts

### Au cinéma
- Les Enfants du paradis, film réalisé par Marcel Carné d'après un scénario de Jacques Prévert, sorti en 1945 présente de nombreuses scènes de fête costumée.

- La Règle du jeu, film français écrit et réalisé par Jean Renoir, sorti en 1939 présente une longue séquence de fête costumée organisée entre gens de la haute société.

- La Zizanie, film français réalisé par Claude Zidi, sorti en 1978, présente également une scène de fête costumée.

- Les Parasites, film franco-italien réalisé par Philippe de Chauveron en 1999 dont l'intrigue tourne essentiellement autour d'une soirée costumée.